# Costa Rica Colorada
Costa Rica Colorada är en ort i Mexiko.   Den ligger i kommunen Metlatónoc och delstaten Guerrero, i den sydöstra delen av landet, 260 km söder om huvudstaden Mexico City. Costa Rica Colorada ligger 1 057 meter över havet och antalet invånare är 302.
Terrängen runt Costa Rica Colorada är bergig åt nordväst, men åt sydost är den kuperad. Costa Rica Colorada ligger nere i en dal. Runt Costa Rica Colorada är det ganska glesbefolkat, med 43 invånare per kvadratkilometer. Närmaste större samhälle är San Pablo Atzompa, 10,3 km nordväst om Costa Rica Colorada. I omgivningarna runt Costa Rica Colorada växer huvudsakligen savannskog.